# Owen Schmitt
Owen Schmitt (Gilman, 13 febbraio 1985) è un ex giocatore di football americano statunitense che ha militato nel ruolo di fullback nella National Football League (NFL).

## Carriera universitaria
Al college Schmitt giocò con i West Virginia Mountaineers in 21 partite da titolare, totalizzando 353 corse per 1.003 yard.

## Carriera professionistica

### Seattle Seahawks
Schmitt fu scelto nel corso del quinto giro (163º assoluto) del Draft NFL 2008 dai Seattle Seahawks. Il 16 luglio firmò il suo contratto con la franchigia. Il 14 settembre 2008 debuttò nella NFL ottenendo anche la sua prima ricezione di 6 yard.Il 2 novembre dello stesso anno debuttò come titolare. Finì la stagione con 15 partite totalizzando 29 yard su ricezione e 21 su corsa. Nella stagione successiva giocò 15 partite segnando un touchdown il 4 ottobre contro gli Indianapolis Colts.
Il 6 settembre 2010 venne svincolato.

### Philadelphia Eagles
Il 14 settembre firmò come free agent con i Philadelphia Eagles. Giocò 16 partite con 5 partenze da titolare, totalizzando 136 yard e un touchdown contro gli Houston Texans il 2 dicembre 2010.
Nel suo ultimo anno con gli Eagles giocò tutte le 16 partite con 5 partenze da titolare, con 6 yard su corsa e 32 su ricezione.

### Oakland Raiders
Il 16 maggio 2012 firmò come unrestricted free agent con gli Oakland Raiders. Il 10 dicembre 2012 venne svincolato, chiudendo la carriera.